# Frédéricq De Bourdeau d'Huy
Frédéricq de Bourdeau d'huy (Ronse, 20 februari 1815 - 14 oktober 1894) was een Belgisch politicus voor de Liberale Partij.

## Levensloop
De Bourdeau d'huy was een zoon van de kruidenier Amand Bourdeau d'huy en van Anne Vandendriessche. Hij trouwde met Josephine Boestaels. Hij promoveerde tot doctor in de genees- en verloskunde aan de Rijksuniversiteit Gent (1835). Hij vestigde zich in Ronse.
Van 1846 tot 1848 was hij gemeenteraadslid van Ronse. In 1848 werd hij verkozen tot liberaal volksvertegenwoordiger voor het arrondissement Oudenaarde en vervulde dit mandaat tot in 1852.